# Дом народног здравља
Дом народног здравља у Зрењанину, припада Старом градском језгру, као Просторно културно-историјске целине од великог значаја.
Зграда је подигнута почетком 19. века као приземна грађевина за потребе сиротишта. Претпоставља се да је приликом проширења жупанијске палате 1885 — 87. године, подигнут спрат како би била исте спратности са Жупанијом, јер се налази на истом плацу, односно ограђеном простору, и како би примила нову функцију у увећаном државном апарату жупанијских власти. Након реконструкције грађевине, у њој је смештена Kраљевска ризница и Тужилаштво. У непосредној близини се налазио затвор „Мункач”, срушен двадесетих година 20. века.
На предлог др Јована Стајића, зграда је узета у закуп 1929. године и у њој је формиран Дом народног здравља: Градски физикат, Бактериолошка станица, Државна амбуланта, Државна школска поликлиника, Државни диспанзер за одојчад и Поликлиника за малу децу.
Данас се у њој налазе републички државни органи: Завод за социјалну заштиту, комунална полиција итд.
Зграда је реконструисана или изграђена у време проширења жупанијске палате, највероватније пројектована од истих архитеката. На ову претпоставку упућују слични декоративни и архитектонски елементи фасаде и конструктивни склоп.
Зграда је правоугаоне основе са дворишним степенишним крилом који је позициониран у средишњој оси. Фасада је изведена симетрично, са благо истуреним централним ризалитом који је назначен мансардним кровом.